# Pavón (Costa Rica)
Pavón es un distrito del cantón de Golfito, en la provincia de Puntarenas, de Costa Rica. Su ciudad cabecera homónima se ubica en la ribera este de la entrada del Golfo Dulce.

## Historia
Pavón fue creado el 13 de enero de 1993 por medio de Decreto Ejecutivo 21936-G.

## Geografía
Pavón cuenta con un área de 353,32 km² y una altitud media de 40 m s. n. m. El distrito corresponde al extremo más meridional de Costa Rica, al ubicarse parte de su territorio en la sección occidental de la península de Burica, compartida con Panamá (distrito de Barú).

## Demografía
Para el año 2022, Pavón cuenta con una población estimada de 7206 habitantes, y para el último censo efectuado, en 2011, Pavón contaba con una población de 6159 habitantes.

## Localidades
- Cabecera: Conte
- Poblados: Altos de Conte, Banco, Burica, Clarita, Cocal Amarillo, Cuervito, Escuadra, Esperanza de Sábalos, Estero Colorado, Estrella, Flor de Coto, Fortuna de Coto, Guaymí, Higo, Jardín, La Virgen, Lindamar, Manzanillo, Pavones, Peñas, Peñita, Puerto Pilón, Puesto La Playa, Punta Banco, Quebrada Honda, Riviera, Sábalos, Tigrito, Unión del Sur, Vanegas, Yerba, Zancudo.

## Transporte

### Carreteras
Al distrito lo atraviesan las siguientes rutas nacionales de carretera:
- Ruta nacional 611